# Hôtel de Châtillon
El hôtel de Châtillon, también conocido como hôtel de Marie de Lyonne, hôtel de Gagny  u hôtel de Chatainville, es un hHôtel particulier ubicado en la Place des Vosges en el 4 distrito de París, Francia. Está en el lado este de la plaza, entre los hoteles de Fourcy y Lafont.

## Historia
Data de principios del siglo XVII y es obra de Claude Chastillon, arquitecto, ingeniero y topógrafo real de Enrique IV y luego de Luis XIII. Este fue también el "reportero personal" del rey Enrique IV. Por iniciativa del buen rey Enrique, participó junto al arquitecto Jacques II Andouet du Cerceau en el diseño de la Place Royale, ahora Place des Vosges. Habiendo recibido una parcelaen esta plaza, Claude Chastillon hizo construir allí su propio hotel en el n. 10.
Las fachadas y cubiertas se clasificaron como monumentos históricos en 1920; la escalera en 1953 y la galería abovedada en 1958.